# Amatallah
Amatallah es el nombre árabe para referirse a las mujeres.
Las transliteraciones del nombre son Amatullah o Amatollah. Se trata de las transliteraciones utilizado por musulmanes no árabe-hablantes como nombre común en idioma persa, pashto, urdu, y malayo.
La transliteración española es Amatalá, el cual es usado por musulmanes hispanohablantes. El nombre es la forma femenina de Abdullah (Abdalá). Las traducciones son “esclava de Alá”, “esclava de Dios”, “servidora de Alá”, y “servidora de Dios”.